# فال سیتی (واشینگتن)
فال سیتی، واشینگتن (انگلیسیFall City, Washington) یک منطقه ثبت نشده قانونی در کینگ کانتی در واشینگتن، ایالات متحده است. واقع در ۲۶ مایلی (۴۲ کیلومتری) شرق سیاتل، این مکان در کنار رودخانه اسنوکل می قرار دارد. جمعیت در سرشماری سال ۲۰۱۰ ۹۹۳ نفر بود.